# Jovinus

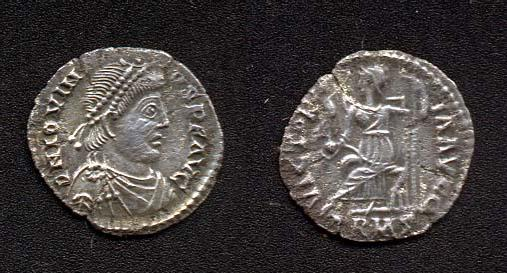
Siliqua des Jovinus

Jovinus († 413 in Narbonne) war ein gallo-römischer Senator, der den Titel des weströmischen Kaisers von 411 bis 413 für sich beanspruchte.

## Leben
Nachdem barbarische Gruppen zum Jahreswechsel 406/07 den Rhein bei Mogontiacum (Mainz) überschritten hatten und nach Gallien vorgedrungen waren (Rheinübergang von 406), herrschten dort chaotische Zustände (siehe Völkerwanderung). Der Usurpator Konstantin III. erhob sich im Jahr 407 in Britannien und setzte auf das Festland über, wobei er die Reste des britannischen Feldheeres mitführte. Konstantin, der im südgallischen Arelate (Arles) residierte, konnte sich bis 411 halten, dann wurde er gefangen genommen und hingerichtet.
Etwas später im Jahr 411 wurde der aus vornehmer gallo-römischer Familie stammende Jovinus in Mundiacum, das möglicherweise mit Mogontiacum gleichzusetzen ist, zum Kaiser proklamiert. Eine wichtige Quelle dazu ist Olympiodoros von Theben, der ein umfangreiches zeitgeschichtliches Werk verfasste, wovon heute aber nur wenige Fragmente erhalten sind. Eines davon lautet:
„Jovinus wurde in Mundiacum in der Germania secunda auf Betreiben des Alanen Goar und des Guntiarius, der als Anführer der Burgunder auftrat, als Usurpator ausgerufen.“
Eine wichtige Rolle bei dieser Erhebung scheint Decimius Rusticus gespielt zu haben; dieser hatte Konstantin III. als Prätorianerpräfekt gedient und war nach Norden geflohen, als sich Konstantins Niederlage abzeichnete. Der Ort der Kaisererhebung des Jovinus ist umstritten, da dieser von der Lesung des Olympiodoros-Textes abhängt. Jovinus war jedenfalls auf die militärische Unterstützung der föderierten Burgunden unter Gundahar und des Alanenführers Goar angewiesen.
Jovinus hielt seine Position in Gallien zwei Jahre lang. Allerdings war sein Herrschaftsraum weit weniger ausgedehnt als zuvor der Konstantins. Jovinus demonstrierte gegenüber dem weströmischen Kaiser Honorius seinen Machtanspruch, indem er Münzen mit seinem Namen prägen ließ und diese ihn noch dazu mit dem kaiserlichen Diadem zeigten. Er wurde von einer Anzahl gallo-römischer Adliger unterstützt, die Konstantins Niederlage überlebt hatten. Es ist sehr wahrscheinlich, dass in Gallien bestimmte Gruppen des gallorömisch-senatorischen Adels ganz allgemein unzufrieden mit der Regierung in Ravenna waren. Die Burgunden schlossen mit Jovinus ein foedus, dem zufolge ihnen die Einkünfte der Germania secunda übertragen wurden, wenn sie im Gegenzug die Rheingrenze überwachen würden. Mit Hilfe der kaiserlichen Autorität des Jovinus errichteten die Burgunden in der Folgezeit am Mittelrhein ein Reich, dessen Zentrum wahrscheinlich Worms war.
Nachdem die Westgoten unter ihrem Anführer Athaulf Italien verlassen hatten, wobei sie den ehemaligen Usurpator Priscus Attalus und Galla Placidia, die Halbschwester des Honorius, mit sich führten, traf Athaulf Jovinus und erkannte ihn 412 als Kaiser an. Das Bündnis mit den Westgoten brachte für Jovinus aber nicht das gewünschte Ergebnis, da beide Seiten eigene Interessen verfolgten. Athaulf attackierte und tötete den weströmischen General Sarus, der sich Jovinus anschließen wollte. Jovinus seinerseits hielt es nicht für notwendig, Athaulf heranzuziehen, als er seinen Bruder Sebastianus zum Mitkaiser machte. Von diesem Akt brüskiert, verbündete sich Athaulf mit Honorius und besiegte Jovinus’ Truppen. Sebastianus wurde hingerichtet, Jovinus floh, wurde aber in Valence belagert, von Athaulf gefangen genommen und nach Narbonne gebracht, wo Claudius Postumus Dardanus, der Prätorianerpräfekt für Gallien, der Honorius gegenüber loyal war, ihn zusammen mit Rusticus hinrichten ließ. Sein Kopf wurde nach Ravenna an den Kaiserhof geschickt.